# Sportovní lezení na letních olympijských hrách mládeže
Sportovní lezení bylo schváleno jako nový olympijský sport pro LOHM 2018 v argentinském Buenos Aires. Patří mezi uznané sporty a v roce 2014 bylo jako ukázkový sport na letních olympijských hrách mládeže v Nankingu. V letech 2005-2017 bylo na Světových hrách. Mezinárodní federace sportovního lezení (IFSC) pořádá Mistrovství světa, Světový pohár a tři kontinentální mistrovství v Asii, Americe a Evropě.

## Proces schvalování
- 2007: Mezinárodní federace sportovního lezení je členem MOV.[2]

- 10.6.2013: VV MOV rozhodl v Petrohradě (Sankt-Petěrburgu), že soutěžní lezení nepostoupí do nejužšího výběru sportů, které se budou na jeho příštím zasedání v Buenos Aires ucházet o účast na programu Letních olympijských her v roce 2020.

Do dalšího kola boje o jedno volné místo postupují z původních osmi sportů pouze baseball/softball, squash a zápasení. Spolu se soutěžním lezením do nejužšího výběru nepostoupilo ani karate, kolečkové bruslení, wakeboarding a bojové umění wu-šu (kung-fu).
- 2014: Ukázkový sport na LOHM v Nankingu[4]

- 2015: Nominace do Tokia 2020[5]

- 2016: Na LOH v Riu v srpnu 2016 bylo z užšího výběru rozhodnuto o nových sportech pro rok 2020. 6. prosince MOV rozhodl o zařazení tří nových sportů včetně sportovního lezení na LOHM 2018[6][7][8][9]

## Disciplíny a hodnocení
Mezinárodní olympijský výbor a IFSC projednávají které disciplíny a jak budou hodnocené na LOH i LOHM. Závodí jednotlivci. Lezení v přírodě se nejvíce podobá lezení na obtížnost, 'kdo doleze výš'. Pro diváka je srozumitelnější lezení na rychlost, což je spíše atletika, měří se čas. U lezců se v posledních deseti letech těší velké popularitě bouldering, leze se na nízkých profilech nad žíněnkou (dopadištěm) bez lana. Stejně jako na LOH tak i na LOHM se alespoň zpočátku bude závodit v kombinaci těchto tří disciplín o dvě sady medailí (muži a ženy). Na jaře 2017 bylo rozhodnuto o tom, že pořadí v disciplínách se bude násobit a zvítězí lezec s nejnižším počtem celkových bodů, případně s nejnižším počtem celkových bodů v kvalifikaci.

## Nominace závodníků
Hlavním kvalifikačním závodem bylo finále v kombinaci tří disciplín  na mistrovství světa juniorů 2017 v rakouském Innsbrucku. Z celkového pořadí závodníků v kategorii A, kteří se účastnili závodů v boulderingu, lezení na rychlost a na obtížnost postoupilo dvacet chlapců a dívek do samostatného finále, kde v jeden den závodili ve všech disciplínách, pro určení třinácti postupujících. Dalších pět účastníků her vzejde z pěti kontinentálních závodů, jeden od pořadatelské země a dvacátý závodník jako divoká karta IFSC.

## Medailisté v kombinaci
| Poř | Rok  | Místo        | Chlapci    | Chlapci     | Chlapci    | Dívky          | Dívky      | Dívky        |
| Poř | Rok  | Místo        | Zlato      | Stříbro     | Bronz      | Zlato          | Stříbro    | Bronz        |
| --- | ---- | ------------ | ---------- | ----------- | ---------- | -------------- | ---------- | ------------ |
| I.  | 2018 | Buenos Aires | Keita Dohi | Šúta Tanaka | Sam Avezou | Sandra Lettner | Vita Lukan | Laura Lammer |